# Hôtel des Chemins de Fer de Charleroi
L'hôtel des Chemins de Fer de Charleroi est un immeuble de bureaux située dans la quai de la Gare du Sud à Charleroi (Belgique). Il a été construit en 1933 entre la collaboration de l'ingénieur et architecte de la SNCB Paul Nouille et l'architecte Henry Van de Velde.

## Histoire
Le bâtiment a été créé dans le but de regrouper le service de logistique des équipements médicaux de la société, en raison du développement rapide du système de transport ferroviaire. La construction est le fruit de la collaboration entre l'ingénieur et architecte Paul Nouille et l'architecte Henry Van de Velde. Paul Nouille travaille pour la SNCB en tant que spécialiste des équipements et des infrastructures ferroviaires et l'architecte Henry Van de Velde, l'un des plus grands précurseurs du Mouvement moderne en Belgique, en tant que consultant esthétique'.
Mis en vente par la SNCB, le bâtiment a été acheté en août 2021 par la société de co-living Ikoab et l’entreprise Koeckelberg pour la somme de 1,65 million d’euros. Le co-living est une forme de colocation qui s'adresse à des jeunes actifs souhaitant un logement bien équipé, proposant du service et des prestations. L'identité visuelle du bâtiment sera maintenue. Le rez-de-chaussée sera prévu pour des logements adaptés aux personnes à mobilité réduite.

## Architecture

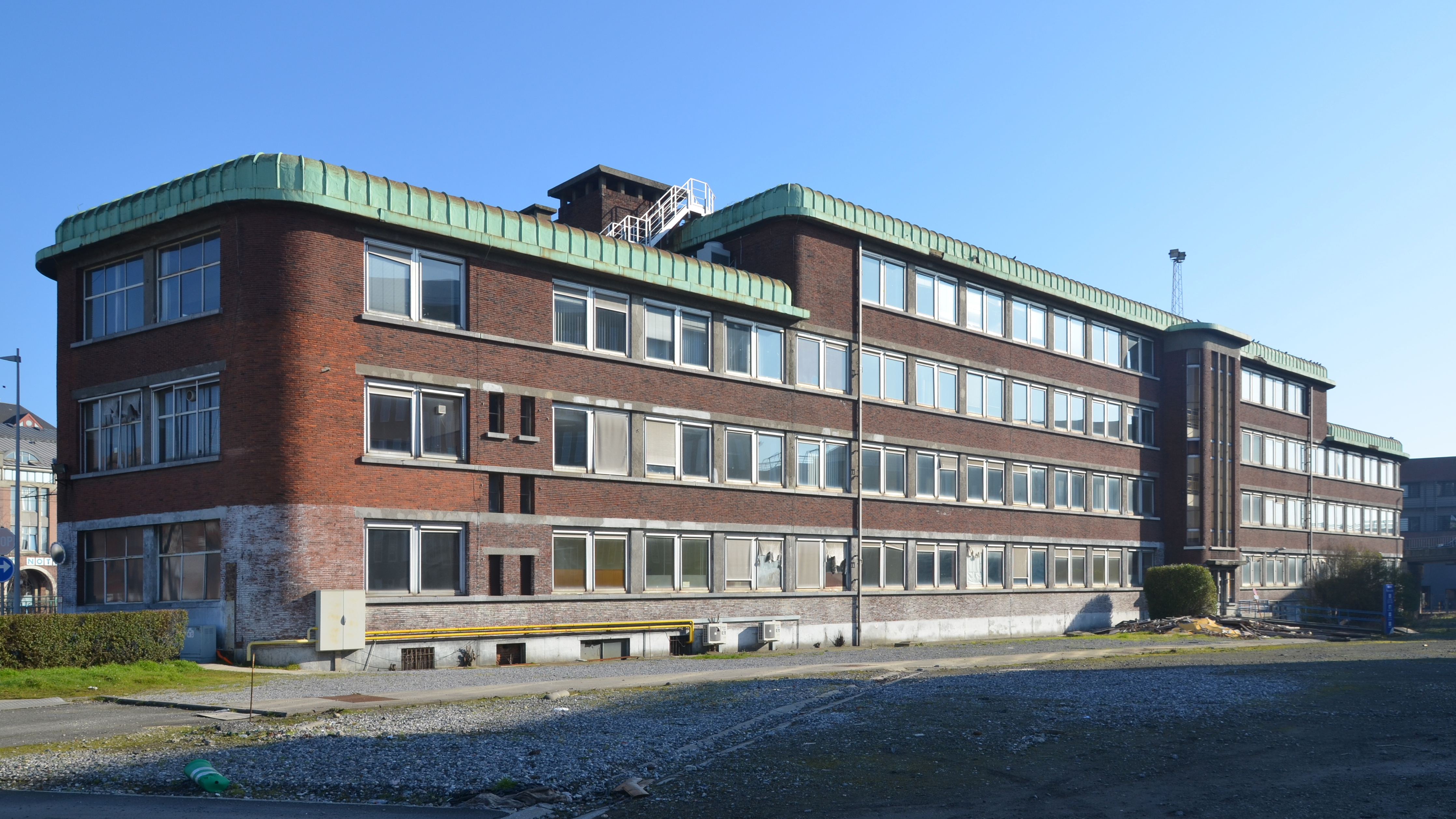
Façade arrière de l'immeuble.

Le résultat de la collaboration entre Paul Nouille et Henry Van de Velde est un immeuble de bureaux fonctionnel qui s'intègre parfaitement dans l'infrastructure ferroviaire. Il s'agit d'un bâtiment composé d'un volume central plus élevé et de deux corps latéraux plus bas. Les trois niveaux qui composent le volume sont caractérisés par une structure de construction en brique et béton, couverte par un toit plat en zinc. Le pignon vers l'avenue Marius Maurée s'inscrit dans le contexte routier avec un volume incurvé. La façade est caractérisée par le rythme horizontal des bandes de fenêtre avec des ponctuations verticales faites par les baies. L'entrée vers le parking est soulignée par la cage d'escalier vitrée et saillante.